# Baderna
Baderna is een plaats in de gemeente Poreč in de Kroatische provincie Istrië. De plaats telt 201 inwoners (2001).